# Regierung Alois Eliáš

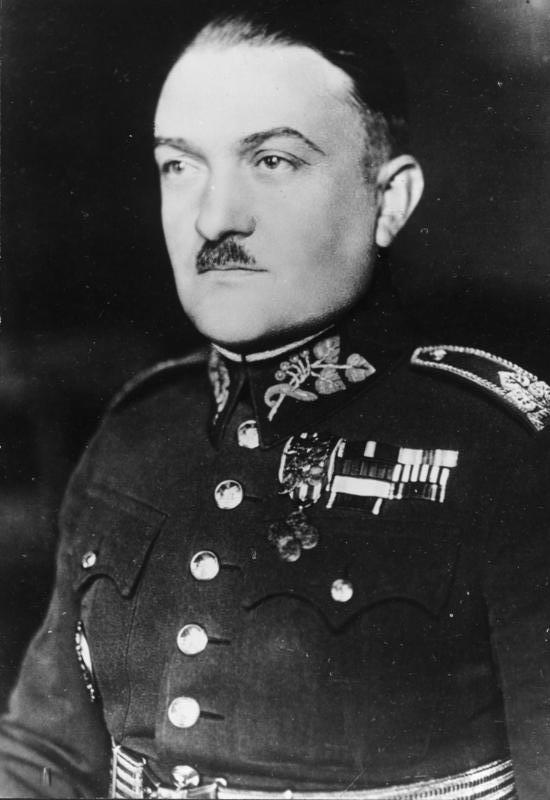
Alois Eliáš, der Ministerpräsident

Die Regierung Alois Eliáš, geführt vom Ministerpräsidenten Alois Eliáš, war im Amt vom 27. April 1939 bis 19. Januar 1942 im Protektorat Böhmen und Mähren. Sie folgte der Regierung Rudolf Beran II und wurde ersetzt durch die Regierung Jaroslav Krejčí.

## Regierungsbildung, Programm
Nach dem Rücktritt der Regierung Rudolf Beran II übernahm Alois Eliáš den Posten des Ministerpräsidenten, wobei die tatsächliche Macht in den Händen des Reichsprotektors Konstantin von Neurath lag. Seine Regierung versuchte bezüglich der Anweisungen aus der Reichshauptstadt Berlin, vor allem bezüglich der Germanisierung, eine Verzögerungspolitik zu betreiben. Eliáš entschloss sich zu dem Schritt mit Einverständnis des tschechischen Widerstandes, insbesondere der Gruppe Obrana národa, um zu verhindern, dass der Posten einem Mitglied der tschechischen Faschisten oder sonstigem Kollaborateur zufiele. Eliáš, der selbst Mitglied der Gruppe Obrana národa war, pflegte mit deren Hilfe geheime Kontakte zu der Tschechoslowakischen Exilregierung in London, weshalb er am 27. September 1941 durch die Gestapo verhaftet, formell als Ministerpräsident entlassen und später hingerichtet wurde. Gleichzeitig verfügte der neue Reichsprotektor Reinhard Heydrich den Ausnahmezustand.

## Regierungszusammensetzung
Gegenüber früheren Regierungen wurden die Ministerien für Außenpolitik und Verteidigung aufgelöst. Der Regierung Eliáš gehörten zuerst folgende Minister an:
- Alois Eliáš, Ministerpräsident (27.4.1939 – 19.1.1942) sowie Innenminister (27.4.1939 – 1.7.1939, kommissarisch)
- Josef Ježek, Innenminister (1.7.1939 – 19.1.1942)
- Josef Kalfus, Finanzminister (27.4.1939 – 19.1.1942)
- Jan Kapras, Bildungsminister (27.4.1939 – 19.1.1942)
- Jaroslav Krejčí, Justizminister und stellvertretender Ministerpräsident (27.4.1939 – 19.1.1942), Landwirtschaftsminister  (26.1.1940 – 3.2.1940, kommissarisch)
- Vlastimil Šádek, Minister für Industrie, Handel und Gewerbe (27.4.1939 – 3.2.1940)
- Jaroslav Kratochvíl, Minister für Industrie, Handel und Gewerbe (3.2.1940 – 19.1.1942)
- Jiří Havelka, Verkehrsminister (27.4.1939 – 25.4.1941)
- Jindřich Kamenický, Verkehrsminister (25.4.1941 – 19.1.1942)
- Dominik Čipera, Minister für öffentliche Arbeiten (27.4.1939 – 19.1.1942)
- Ladislav Karel Feierabend, Landwirtschaftsminister (27.4.1939 – 26.1.1940)
- Mikuláš z Bubna-Litic, Landwirtschaftsminister (3.2.1940 – 19.1.1942)
- Vladislav Klumpar, Minister für Soziales und Gesundheit (27.4.1939 – 19.1.1942)

Im Januar 1940 flüchtete Ladislav Karel Feierabend ins Ausland, wo er sich bald der tschechoslowakischen Exilregierung in London anschloss. Zugleich geriet Jiří Havelka wegen seiner Kontakte zum Widerstand zunehmend in die Kritik der Protektoratsbehörden, bis der Reichsprotektor im April 1941 veranlasste, ihn aus der Regierung zu entlassen.

### Parteizugehörigkeit
Im Protektorat wurden alle politischen Parteien verboten und durch die Einheitspartei Národní souručenství (deutsch: Nationale Gemeinschaft) ersetzt, der alle Minister zwangsweise angehörten.